# Chuquibamba
Chuquibamba  (del quechua: chuqi «oro» y pampa «llanura») es la capital del distrito homónimo en la provincia de Condesuyos, ubicada en el departamento de Arequipa, Perú. Asimismo, es la sede de la Prelatura de Chuquibamba, sufragánea de la Arquidiócesis de Arequipa.
Según el censo de 2005, cuenta con 3.066 habitantes.

## Clima
| Parámetros climáticos promedio de Chuquibamba | Parámetros climáticos promedio de Chuquibamba | Parámetros climáticos promedio de Chuquibamba | Parámetros climáticos promedio de Chuquibamba | Parámetros climáticos promedio de Chuquibamba | Parámetros climáticos promedio de Chuquibamba | Parámetros climáticos promedio de Chuquibamba | Parámetros climáticos promedio de Chuquibamba | Parámetros climáticos promedio de Chuquibamba | Parámetros climáticos promedio de Chuquibamba | Parámetros climáticos promedio de Chuquibamba | Parámetros climáticos promedio de Chuquibamba | Parámetros climáticos promedio de Chuquibamba | Parámetros climáticos promedio de Chuquibamba |
| Mes                                           | Ene.                                          | Feb.                                          | Mar.                                          | Abr.                                          | May.                                          | Jun.                                          | Jul.                                          | Ago.                                          | Sep.                                          | Oct.                                          | Nov.                                          | Dic.                                          | Anual                                         |
| --------------------------------------------- | --------------------------------------------- | --------------------------------------------- | --------------------------------------------- | --------------------------------------------- | --------------------------------------------- | --------------------------------------------- | --------------------------------------------- | --------------------------------------------- | --------------------------------------------- | --------------------------------------------- | --------------------------------------------- | --------------------------------------------- | --------------------------------------------- |
| Temp. máx. media (°C)                         | 20.2                                          | 20.3                                          | 20.1                                          | 20.3                                          | 20.2                                          | 19.6                                          | 19.3                                          | 19.9                                          | 20.7                                          | 21.9                                          | 21.6                                          | 20.9                                          | 20.4                                          |
| Temp. media (°C)                              | 13                                            | 13.2                                          | 13.1                                          | 12.5                                          | 11.5                                          | 10.6                                          | 9.9                                           | 10.1                                          | 11.5                                          | 12.4                                          | 12.5                                          | 12.9                                          | 11.9                                          |
| Temp. mín. media (°C)                         | 5.9                                           | 6.2                                           | 6.1                                           | 4.7                                           | 2.9                                           | 1.6                                           | 0.5                                           | 0.4                                           | 2.4                                           | 2.9                                           | 3.4                                           | 4.9                                           | 3.5                                           |
| Fuente: climate-data.org                      |                                               |                                               |                                               |                                               |                                               |                                               |                                               |                                               |                                               |                                               |                                               |                                               |                                               |